# مارسيل غوشيه
مارسيل غوشيه أو غوشيت
نطق فرنسي: [ɡoʃɛ]

(من مواليد 1946) مؤرخ وفيلسوف وعالم اجتماع فرنسي. وهو أستاذ فخري في مركز البحوث السياسية ريموند آرون في مدرسة الدراسات العليا في العلوم الاجتماعية ورئيس مجلة Le Débat . يعتبر غوشيه من أبرز المفكرين الفرنسيين المعاصرين. كتب على نطاق واسع في قضايا مثل العواقب السياسية للفردية الحديثة، والعلاقة بين الدين والديمقراطية، ومعضلات العولمة.
تُرجم كتابان لغوشيه إلى اللغة الإنجليزية، بما في ذلك «خيبة الأمل في العالم: تاريخ سياسي للدين» . حصل غوشيه على جائزة المقال الأوروبي Prix européen de l'essai، من مؤسسة تشارلز فيلون Charles Veillon في عام 2018.

## سيرة شخصية

### النشأة
بصفته نجل عامل سكة حديد ديجولي وخياطة كاثوليكية، تلقى غوشيه تعليمًا كاثوليكيًا وتعليمًا جمهوريًا في نظام التعليم العام الفرنسي. في عام 1961، التحق بكلية تدريب المعلمين في سان لو، وبعد ذلك تابع مؤهلات تدريس إضافية للتعليم الثانوي. في عام 1962، التقى ديدييه أنجر، الذي كان عضوًا نشطًا في حركة نقابية أنشأها اختصاصيو التوعية. من خلاله، التقى غوشيه بمقاتلين يساريين مناهضين للستالينية، مختلفين تمامًا عن الشيوعيين الذين هيمنوا على الكليات التي كانت تدرب معلمي المدارس الابتدائية. بعد ذلك، تواصل غوشيه مع مجلة الاشتراكية أو البربرية Socialisme ou Barbarie، وهي مجلة اشتراكية راديكالية ذات توجه أيديولوجي مناهض للستالينية. في أول احتجاج له، تظاهر ضد القمع الشُرطي العنيف خلال الحرب الجزائرية، رداً على ما يسمى بفضيحة محطة مترو شارون .
انضم بعد ذلك إلى مدرسة هنري الرابع للتحضير لامتحان القبول التنافسي في المدرسة العليا للالتحاق بالمدرسة العليا في Fontenay-Saint-Cloud . ومع ذلك، قرر إنهاء تعليمه قبل خوض الامتحان، وعاد إلى قسم المانش لمتابعة التدريس مرة أخرى.

### المهنة الأكاديمية
استأنف غوشيه دراسته العليا فيما بعد. من عام 1966 إلى عام 1971، بتوجيه من كلود ليفورت، أستاذه في جامعة كاين نورماندي، كتب غوشت أطروحته في إدارة الشؤون الاقتصادية والاجتماعية عن فرويد ولاكان. قاد ليفورت غوشت نحو الفلسفة السياسية، مما دفعه إلى الدراسة في نفس الوقت لثلاثة تخصصات في الفلسفة والتاريخ وعلم الاجتماع. خلال هذه السنوات من الدراسة، حاول غوشيه أن ينأى بنفسه عن سلالة النظرية الماركسية التي مع ذلك استمرت في ممارسة تأثيرها على ليفورت. 
في كاين، درس غوشت جنبًا إلى جنب مع جان بيير لو جوف وآلان كايلي. شارك مع لو جوف في التجمعات الأناركية الوضعية. وأثناء أحداث 68 مايو، ظل مخلصًا للعفوية الثورية للثورات الطلابية.  بعد 68 مايو، انفصل عن الماركسية تمامًا.
ثم بدأ مارسيل غوشيه رحلته عبر عالم المجلات الفكرية. من عام 1970 إلى عام 1975، مع محرضها الأصلي مارك ريشير، أعاد إحياء مجلة Textures، التي أنشأها الطلاب في جامعة بروكسل الحرة، والتي كانت مدعومة من قبل لجنة تحرير تم إنشاؤها حديثًا، مؤلفة من غوشت نفسه، وريتش، وليفورت، وكورنيليوس كاستورياديس، وبيير كلاستر. في عام 1971، نشر غوشت مقالاته الأولى في عدد خاص من مجلة لارك L’Arc («مكان الفكر» ‘Lieu de la pensée’، لارك، رقم 46، ص 19-30) والتي أهداها إلى لموريس ميرلو بونتي، وفي مجلة Textures («في الديمقراطية: السياسية والمؤسسة الاجتماعية»، سميت على اسم دورة قدمها ليفورت). ومع ليفورت كاستورياديس وكلاستر، وبالتعاون مع ميغيل أبينصور وموريس لوتشياني، أطلق غوشت مجلة Libre في مارس 1977. هذه المجلة، التي أكملت من حيث توقفت Textures، والتي عونت فرعيا - «السياسة، الأنثروبولوجيا، الفلسفة». وتم نشر ثمانية أعداد منها بواسطة دار النشر Payot et Rivage حتى عام 1980.

## أعماله
- الدين في الديمقراطية (La religion dans la démocratie: Parcours de la laïcité): عام 1998، الترجمة العربية: د.شفيق محسن، عام 2007.

### مقالات مترجمة
- أصل الدولة، ترجمة وتقديم علي حرب[4]